# Alexander Albon
Alexander Albon Ansusinha, taj.: อเล็กซานเดอร์ อัลบอน อังศุสิงห์ (ur. 23 marca 1996 w Londynie) – tajski kierowca wyścigowy brytyjskiego pochodzenia, startujący w mistrzostwach świata Formuły 1 od sezonu 2019. Od sezonu 2022 kierowca zespołu Williams F1. Wicemistrz Serii GP3 (2016), drugi wicemistrz Europejskiego Pucharu Formuły Renault 2.0 (2014) oraz Formuły 2 (2018).

## Życiorys

### Formuła Renault
Albon rozpoczął karierę w jednomiejscowych samochodach wyścigowych w wieku 16 lat w 2012 roku w Formule Renault. W tym roku rozpoczął starty w Europejskim Pucharze Formuły Renault 2.0 oraz w Alpejskiej Formule Renault. W obu tych seriach Tajlandczyk podpisał kontrakt z hiszpańską ekipą EPIC Racing. W serii alpejskiej uzbierał 26 punktów, co mu dało 17 pozycję w klasyfikacji generalnej, zaś w europejskim pucharze nigdy nie zdołał zapunktować.
Na sezon 2013 Albon podpisał kontrakt z belgijską ekipą KTR na starty w Europejskim Pucharze Formuły Renault 2.0 oraz Północnoeuropejskim Pucharze Formuły Renault 2.0. Z dorobkiem odpowiednio 22 i 61 punktów uplasował się tam odpowiednio na szesnastej i 22 pozycji w klasyfikacji generalnej.
W 2014 roku Tajlandczyk kontynuował współpracę z belgijską ekipą KTR w Europejskim Pucharze Formuły Renault 2.0 oraz w Północnoeuropejskim Pucharze Formuły Renault 2.0. W edycji europejskiej w ciągu czternastu wyścigów, w których wystartował, trzykrotnie stawał na podium. Uzbierał łącznie 117 punktów. Dało mu to trzecie miejsce w końcowej klasyfikacji kierowców. W serii północnoeuropejskiej odniósł jedno zwycięstwo i dwa razy stawał na podium. Z dorobkiem osiemdziesięciu punktów został sklasyfikowany na siedemnastej pozycji w klasyfikacji generalnej.

### Formuła 3
W sezonie 2015 awansował do Europejskiej Formuły 3, w której ścigał się w barwach francuskiego zespołu Signature. Tajlandczyk najlepsze wyniki odnotował na ulicznym torze Norisring, gdzie dwukrotnie startował z pole position. W wyścigach dojechał jednak odpowiednio na drugiej i trzeciej lokacie. Podium uzyskał także na obiekcie Spa-Francorchamps i Hockenheimringu. Zdobyte punkty sklasyfikowały go ostatecznie na 7. miejscu. Albon wystartował również w Grand Prix Makau. Linię mety przeciął w nim jako trzynasty.

### Seria GP3
W roku 2016 Albon awansował do GP3, gdzie nawiązał współpracę z francuskim zespołem ART Grand Prix. Tajlandczyk był najgroźniejszym rywalem w walce o tytuł swojego zespołowego partnera, a zarazem podopiecznego Scuderii Ferrari, Charles’a Leclerca. Alexander zaliczył zwłaszcza znakomity początek sezonu, w którym stanął w pięciu z ośmiu pierwszych wyścigów na podium. Trzykrotnie sięgał po zwycięstwo – w głównym wyścigu na Silverstone oraz w sprintach w Katalonii oraz Hungaroringu. Po słabszym weekendzie na torze Spa-Francorchamps odnotował znaczne straty do rywala. Uratował jednak swe szanse drugim miejscu w niedzielnym wyścigu na Monzy oraz zwycięstwem w głównym starcie na Sepang. Finał w Yas Marina Circuit rozpoczął znakomicie, od pole position. W trakcie wyścigu, po neutralizacji, doszło między nim a Brytyjczykiem Jackiem Aitkenem do kolizji, w wyniku której utracił jakiekolwiek szanse na tytuł. Był w tym momencie jednak pewny wicemistrzostwa serii. Albon siedmiokrotnie mieścił się w czołowej trójce, w tym czterokrotnie na jego najwyższym stopniu. Dwukrotnie również startował z pole position.

## Wyniki
| Legenda oznaczeń w tabelach wyników Wyświetl szablon na nowej stronie | Legenda oznaczeń w tabelach wyników Wyświetl szablon na nowej stronie                                                                     |
| Oznaczenie                                                            | Wyjaśnienie |
| --------------------------------------------------------------------- | --- |
| Złoty                                                                 | Zwycięzca lub mistrzostwo |
| Srebrny                                                               | 2. miejsce lub wicemistrzostwo |
| Brązowy                                                               | 3. miejsce lub II wicemistrzostwo |
| Zielony                                                               | Ukończył, punktował (w klasyfikacji generalnej, gdy zdobył co najmniej jeden punkt na przestrzeni sezonu, poza trzema powyższymi opcjami) |
| Niebieski                                                             | Ukończył, nie punktował (w klasyfikacji generalnej, gdy nie zdobył co najmniej jednego punktu na przestrzeni sezonu)                      |
| Czerwony                                                              | Nie zakwalifikował się (NZ) |
| Czerwony                                                              | Nie prekwalifikował się (NPK) |
| Różowy                                                                | Nie ukończył (NU) |
| Różowy                                                                | Niesklasyfikowany (NS) (w klasyfikacji generalnej, gdy nie został sklasyfikowany w żadnym wyścigu sezonu)                                 |
| Czarny                                                                | Zdyskwalifikowany (DK) |
| Czarny                                                                | Wykluczony (WYK/EX) |
| Biały                                                                 | Nie wystartował (NW) |
| Biały                                                                 | Kontuzjowany (K/INJ) |
| Biały                                                                 | Wyścig odwołany (OD/C) |
| Bez koloru                                                            | Został wycofany (WYC/WD) |
| Bez koloru                                                            | Nie przybył (NP/DNA) |
| Bez koloru                                                            | Nie brał udziału w treningach (NT/DNP) |
| Bez koloru                                                            | Nie został zgłoszony (–) |
| Pogrubienie                                                           | Start z pole position |
| Kursywa                                                               | Najszybsze okrążenie wyścigu |
| †                                                                     | Nie ukończył, ale jego rezultat został zaliczony ze względu na przejechanie więcej niż 90% dystansu wyścigu.                              |
| *                                                                     | Sezon w trakcie |
| 1/2/3                                                                 | Punktowana pozycja w sprincie |
| Lista systemów punktacji Formuły 1                                    | |

### GP3
| Rok  | Zespół         | Wyniki w poszczególnych eliminacjach | Wyniki w poszczególnych eliminacjach | Wyniki w poszczególnych eliminacjach | Wyniki w poszczególnych eliminacjach | Wyniki w poszczególnych eliminacjach | Wyniki w poszczególnych eliminacjach | Wyniki w poszczególnych eliminacjach | Wyniki w poszczególnych eliminacjach | Wyniki w poszczególnych eliminacjach | Wyniki w poszczególnych eliminacjach | Wyniki w poszczególnych eliminacjach | Wyniki w poszczególnych eliminacjach | Wyniki w poszczególnych eliminacjach | Wyniki w poszczególnych eliminacjach | Wyniki w poszczególnych eliminacjach | Wyniki w poszczególnych eliminacjach | Wyniki w poszczególnych eliminacjach | Wyniki w poszczególnych eliminacjach | Punkty | Pozycja |
| ---- | -------------- | ------------------------------------ | ------------------------------------ | ------------------------------------ | ------------------------------------ | ------------------------------------ | ------------------------------------ | ------------------------------------ | ------------------------------------ | ------------------------------------ | ------------------------------------ | ------------------------------------ | ------------------------------------ | ------------------------------------ | ------------------------------------ | ------------------------------------ | ------------------------------------ | ------------------------------------ | ------------------------------------ | ------ | ------- |
| 2016 | ART Grand Prix | ESP                                  | ESP                                  | AUT                                  | AUT                                  | GBR                                  | GBR                                  | HUN                                  | HUN                                  | GER                                  | GER                                  | BEL                                  | BEL                                  | ITA                                  | ITA                                  | MAL                                  | MAL                                  | ARE                                  | ARE                                  | 177    | 2       |
| 2016 | ART Grand Prix | 6                                    | 1                                    | 2                                    | 2                                    | 1                                    | 14                                   | 7                                    | 1                                    | 4                                    | NU                                   | 9                                    | 10                                   | 6                                    | 2                                    | 1                                    | 8                                    | NU                                   | NU                                   | 177    | 2       |

### Formuła 2
| Rok  | Zespół         | Wyniki w poszczególnych emliminacjach | Wyniki w poszczególnych emliminacjach | Wyniki w poszczególnych emliminacjach | Wyniki w poszczególnych emliminacjach | Wyniki w poszczególnych emliminacjach | Wyniki w poszczególnych emliminacjach | Wyniki w poszczególnych emliminacjach | Wyniki w poszczególnych emliminacjach | Wyniki w poszczególnych emliminacjach | Wyniki w poszczególnych emliminacjach | Wyniki w poszczególnych emliminacjach | Wyniki w poszczególnych emliminacjach | Wyniki w poszczególnych emliminacjach | Wyniki w poszczególnych emliminacjach | Wyniki w poszczególnych emliminacjach | Wyniki w poszczególnych emliminacjach | Wyniki w poszczególnych emliminacjach | Wyniki w poszczególnych emliminacjach | Wyniki w poszczególnych emliminacjach | Wyniki w poszczególnych emliminacjach | Wyniki w poszczególnych emliminacjach | Wyniki w poszczególnych emliminacjach |     |     | Punkty | Pozycja |
| ---- | -------------- | ------------------------------------- | ------------------------------------- | ------------------------------------- | ------------------------------------- | ------------------------------------- | ------------------------------------- | ------------------------------------- | ------------------------------------- | ------------------------------------- | ------------------------------------- | ------------------------------------- | ------------------------------------- | ------------------------------------- | ------------------------------------- | ------------------------------------- | ------------------------------------- | ------------------------------------- | ------------------------------------- | ------------------------------------- | ------------------------------------- | ------------------------------------- | ------------------------------------- | --- | --- | ------ | ------- |
| 2017 | ART Grand Prix | BHR                                   | BHR                                   | ESP                                   | ESP                                   | MON                                   | MON                                   | AZE                                   | AZE                                   | AUT                                   | AUT                                   | UK                                    | UK                                    | HUN                                   | HUN                                   | BEL                                   | BEL                                   | ITA                                   | ITA                                   | ESP                                   | ESP                                   | ARE                                   | ARE                                   |     |     | 86     | 10      |
| 2017 | ART Grand Prix | 6                                     | 7                                     | 5                                     | 8                                     | 4                                     | 6                                     | –                                     | –                                     | 5                                     | 2                                     | 18                                    | 10                                    | 8                                     | 7                                     | 12                                    | 18                                    | 14                                    | 8                                     | 12                                    | 9                                     | 7                                     | 2                                     |     |     | 86     | 10      |
| 2018 | DAMS           | BHR                                   | BHR                                   | AZE                                   | AZE                                   | ESP                                   | ESP                                   | MON                                   | MON                                   | FRA                                   | FRA                                   | AUT                                   | AUT                                   | UK                                    | UK                                    | HUN                                   | HUN                                   | BEL                                   | BEL                                   | ITA                                   | ITA                                   | RUS                                   | RUS                                   | ARE | ARE | 212    | 3       |
| 2018 | DAMS           | 4                                     | 13                                    | 1                                     | 13                                    | 5                                     | 2                                     | NU                                    | NU                                    | NU                                    | 7                                     | 5                                     | 5                                     | 1                                     | 7                                     | 5                                     | 1                                     | 5                                     | 3                                     | 3                                     | NU                                    | 1                                     | 3                                     | 14  | 8   | 212    | 3       |

### Formuła 1
| Rok  | Zespół                       | Samochód         | Silnik              | Wyniki w poszczególnych eliminacjach | Wyniki w poszczególnych eliminacjach | Wyniki w poszczególnych eliminacjach | Wyniki w poszczególnych eliminacjach | Wyniki w poszczególnych eliminacjach | Wyniki w poszczególnych eliminacjach | Wyniki w poszczególnych eliminacjach | Wyniki w poszczególnych eliminacjach | Wyniki w poszczególnych eliminacjach | Wyniki w poszczególnych eliminacjach | Wyniki w poszczególnych eliminacjach | Wyniki w poszczególnych eliminacjach | Wyniki w poszczególnych eliminacjach | Wyniki w poszczególnych eliminacjach | Wyniki w poszczególnych eliminacjach | Wyniki w poszczególnych eliminacjach | Wyniki w poszczególnych eliminacjach | Wyniki w poszczególnych eliminacjach | Wyniki w poszczególnych eliminacjach | Wyniki w poszczególnych eliminacjach | Wyniki w poszczególnych eliminacjach | Wyniki w poszczególnych eliminacjach |       |    | Punkty | Pozycja |
| ---- | ---------------------------- | ---------------- | ------------------- | ------------------------------------ | ------------------------------------ | ------------------------------------ | ------------------------------------ | ------------------------------------ | ------------------------------------ | ------------------------------------ | ------------------------------------ | ------------------------------------ | ------------------------------------ | ------------------------------------ | ------------------------------------ | ------------------------------------ | ------------------------------------ | ------------------------------------ | ------------------------------------ | ------------------------------------ | ------------------------------------ | ------------------------------------ | ------------------------------------ | ------------------------------------ | ------------------------------------ | ----- | -- | ------ | ------- |
| 2019 | Red Bull Toro Rosso Honda    | Toro Rosso STR14 | Honda RA619H        | Australia                            | Bahrajn                              |                                      | Azerbejdżan                          | Hiszpania                            | Monako                               | Kanada                               | Francja                              | Austria                              | Wielka Brytania                      | Niemcy                               | Węgry                                | Belgia                               | Włochy                               | Singapur                             | Rosja                                | Japonia                              | Meksyk                               | Stany Zjednoczone                    | Brazylia                             |                                      |                                      |       |    | 92     | 8       |
| 2019 | Red Bull Toro Rosso Honda    | Toro Rosso STR14 | Honda RA619H        | 14                                   | 9                                    | 10                                   | 11                                   | 11                                   | 8                                    | NU                                   | 15                                   | 15                                   | 12                                   | 6                                    | 10                                   | –                                    | –                                    | –                                    | –                                    | –                                    | –                                    | –                                    | –                                    | –                                    |                                      |       |    | 92     | 8       |
| 2019 | Aston Martin Red Bull Racing | Red Bull RB15    | Honda RA619H        | –                                    | –                                    | –                                    | –                                    | –                                    | –                                    | –                                    | –                                    | –                                    | –                                    | –                                    | –                                    | 5                                    | 6                                    | 6                                    | 5                                    | 4                                    | 5                                    | 5                                    | 14                                   | 6                                    |                                      |       |    | 92     | 8       |
| 2020 | Aston Martin Red Bull Racing | Red Bull RB16    | Honda RA620H        | Austria                              |                                      | Węgry                                | Wielka Brytania                      | Wielka Brytania                      | Hiszpania                            | Belgia                               | Włochy                               | Toskania                             | Rosja                                | Niemcy                               | Portugalia                           | Emilia-Romania                       | Turcja                               | Bahrajn                              | Bahrajn                              |                                      |                                      |                                      |                                      |                                      |                                      |       |    | 105    | 7       |
| 2020 | Aston Martin Red Bull Racing | Red Bull RB16    | Honda RA620H        | 13†                                  | 4                                    | 5                                    | 8                                    | 5                                    | 8                                    | 6                                    | 15                                   | 3                                    | 10                                   | NU                                   | 12                                   | 15                                   | 7                                    | 3                                    | 6                                    | 4                                    |                                      |                                      |                                      |                                      |                                      |       |    | 105    | 7       |
| 2022 | Williams Racing              | Williams FW44    | Mercedes AMG F1 M13 | Bahrajn                              | Arabia Saudyjska                     | Australia                            | Emilia-Romania                       | Stany Zjednoczone                    | Hiszpania                            | Monako                               | Azerbejdżan                          | Kanada                               | Wielka Brytania                      | Austria                              | Francja                              | Węgry                                | Belgia                               | Holandia                             | Włochy                               | Singapur                             | Japonia                              | Stany Zjednoczone                    | Meksyk                               |                                      |                                      |       |    | 4      | 19      |
| 2022 | Williams Racing              | Williams FW44    | Mercedes AMG F1 M13 | 13                                   | 14†                                  | 10                                   | 11                                   | 9                                    | 18                                   | NU                                   | 12                                   | 13                                   | NU                                   | 12                                   | 13                                   | 17                                   | 10                                   | 12                                   | WD                                   | NU                                   | NU                                   | 13                                   | 12                                   | 15                                   | 13                                   |       |    | 4      | 19      |
| 2023 | Williams Racing              | Williams FW45    | Mercedes AMG F1 M14 | Bahrajn                              | Arabia Saudyjska                     | Australia                            | Azerbejdżan                          | Stany Zjednoczone                    | Monako                               | Hiszpania                            | Kanada                               | Austria                              | Wielka Brytania                      | Węgry                                | Belgia                               | Holandia                             | Włochy                               | Singapur                             | Japonia                              | Katar                                | Stany Zjednoczone                    | Meksyk                               |                                      | Stany Zjednoczone                    |                                      |       |    | 27     | 13      |
| 2023 | Williams Racing              | Williams FW45    | Mercedes AMG F1 M14 | 10                                   | NU                                   | NU                                   | 12                                   | 14                                   | 14                                   | 16                                   | 7                                    | 11                                   | 8                                    | 11                                   | 14                                   | 8                                    | 7                                    | 11                                   | NU                                   | 137                                  | 9                                    | 9                                    | NU                                   | 12                                   | 14                                   |       |    | 27     | 13      |
| 2024 | Williams Racing              | Williams FW46    | Mercedes AMG F1 M15 | Bahrajn                              | Arabia Saudyjska                     | Australia                            | Japonia                              |                                      | Stany Zjednoczone                    | Emilia-Romania                       | Monako                               | Kanada                               | Hiszpania                            | Austria                              | Wielka Brytania                      | Węgry                                | Belgia                               | Holandia                             | Włochy                               | Azerbejdżan                          | Singapur                             | Stany Zjednoczone                    | Meksyk                               |                                      | Stany Zjednoczone                    | Katar |    | 12     | 16      |
| 2024 | Williams Racing              | Williams FW46    | Mercedes AMG F1 M15 | 15                                   | 11                                   | 11                                   | NU                                   | 12                                   | 18                                   | NU                                   | 9                                    | NU                                   | 18                                   | 15                                   | 9                                    | 14                                   | 12                                   | 14                                   | 9                                    | 7                                    | NU                                   | 16                                   | NU                                   | NU                                   | NU                                   | 15    | 11 | 12     | 16      |
| 2025 | Williams Racing              | Williams FW47    | Mercedes AMG F1 M16 | Australia                            |                                      | Japonia                              | Bahrajn                              | Arabia Saudyjska                     | Stany Zjednoczone                    | Emilia-Romania                       | Monako                               | Hiszpania                            | Kanada                               | Austria                              | Wielka Brytania                      | Belgia                               | Węgry                                | Holandia                             | Włochy                               | Azerbejdżan                          | Singapur                             | Stany Zjednoczone                    | Meksyk                               |                                      | Stany Zjednoczone                    | Katar |    | 54*    | 8*      |
| 2025 | Williams Racing              | Williams FW47    | Mercedes AMG F1 M16 | 5                                    | 711                                  | 9                                    | 12                                   | 9                                    | NU11                                 | 5                                    | 9                                    | NU                                   | NU                                   | NU                                   | 8                                    | 616                                  |                                      |                                      |                                      |                                      |                                      |                                      |                                      |                                      |                                      |       |    | 54*    | 8*      |

### Podsumowanie
| Sezon | Seria                                         | Zespół                       | Starty | P1 | PP | NO | Podium | Punkty | Pozycja |
| ----- | --------------------------------------------- | ---------------------------- | ------ | -- | -- | -- | ------ | ------ | ------- |
| 2012  | Europejski Puchar Formuły Renault 2.0         | EPIC Racing                  | 13     | 0  | 0  | 0  | 0      | 0      | NS      |
| 2012  | Alpejska Formuła Renault 2.0                  | EPIC Racing                  | 13     | 0  | 0  | 0  | 0      | 26     | 17      |
| 2013  | Europejski Puchar Formuły Renault 2.0         | KTR                          | 14     | 0  | 1  | 1  | 0      | 22     | 16      |
| 2013  | Północnoeuropejski Puchar Formuły Renault 2.0 | KTR                          | 6      | 0  | 0  | 1  | 1      | 61     | 22      |
| 2014  | Europejski Puchar Formuły Renault 2.0         | KTR                          | 14     | 0  | 1  | 0  | 3      | 117    | 3       |
| 2014  | Północnoeuropejski Puchar Formuły Renault 2.0 | KTR                          | 6      | 1  | 0  | 1  | 2      | 80     | 17      |
| 2015  | Europejska Formuła 3                          | Signature                    | 31     | 0  | 2  | 1  | 5      | 187    | 7       |
| 2015  | Grand Prix Makau                              | Signature                    | 1      | 0  | 0  | 0  | 0      | N/A    | 13      |
| 2016  | Seria GP3                                     | ART Grand Prix               | 18     | 4  | 3  | 4  | 7      | 177    | 2       |
| 2016  | Masters of Formula 3                          | Hitech GP                    | 2      | 0  | 0  | 0  | 0      | N/A    | 5       |
| 2017  | Formuła 2                                     | ART Grand Prix               | 20     | 0  | 0  | 1  | 2      | 86     | 10      |
| 2018  | Formuła 2                                     | DAMS                         | 24     | 4  | 3  | 0  | 8      | 242    | 3       |
| 2019  | Formuła 1                                     | Red Bull Toro Rosso Honda    | 12     | 0  | 0  | 0  | 0      | 92     | 8       |
| 2019  | Formuła 1                                     | Aston Martin Red Bull Racing | 9      | 0  | 0  | 0  | 0      | 92     | 8       |
| 2020  | Formuła 1                                     | Aston Martin Red Bull Racing | 17     | 0  | 0  | 0  | 2      | 105    | 7       |
| 2022  | Formuła 1                                     | Williams Racing              | 21     | 0  | 0  | 0  | 0      | 4      | 19      |
| 2023  | Formuła 1                                     | Williams Racing              | 22     | 0  | 0  | 0  | 0      | 27     | 13      |
| 2024  | Formuła 1                                     | Williams Racing              | 17     | 0  | 0  | 0  | 0      | 12     | 16      |

## Życie prywatne
Urodził się w Portland Hospital w Londynie. Jego ojciec, Nigel Albon również był kierowcą wyścigowym, brał udział m.in. British Touring Car Championship oraz Porsche Carrera Cup. Jego matka jest Tajką.